# Synophis lasallei
Espèce
Synonymes
- Diaphorolepis lasallei Maria, 1950

Statut de conservation UICN

 DD  : Données insuffisantes
Synophis lasallei  est une espèce de serpents de la famille des Dipsadidae.

## Répartition
Cette espèce se rencontre dans le département d'Amazonas en Colombie et en Équateur.

## Étymologie
Cette espèce est nommée en l'honneur de l'Institut de La Salle à Bogota.

## Publication originale
- Maria, 1950 : Contribution al conocimiento de los ofidios de Colombia. Revista de la Academia Colombiana de Ciencias Exactas, Físicas y Naturales, vol. 7, p. 127-518.